# Rachel Lloyd (chimiste)
Pour les articles homonymes, voir Rachel Lloyd, Rachel Lloyd (militante) et Lloyd.
Rachel Lloyd, née le 26 janvier 1839 à Flushing, Ohio et morte le 7 mars 1900 à Philadelphie, est une chimiste américaine surtout connue pour ses travaux sur la chimie et la culture de la betterave sucrière (beta vulgaris). Elle étudie à l'école d'été d'Harvard avant de recevoir son doctorat de l'Université de Zurich en 1886, devenant la première femme américaine à obtenir un doctorat en chimie et seulement la deuxième femme au monde à recevoir un doctorat dans son domaine, après Julia Lermontova. Lloyd passe de nombreuses années à enseigner la chimie et à occuper d'autres postes dans divers établissements d'enseignement avant et après son travail au Nebraska. En 1891, elle devient la première femme membre de l'American Chemical Society. Plus d'un siècle plus tard, la Société a désigné ses recherches et ses contributions professionnelles à la chimie comme National Historic Chemical Landmark, une distinction reconnaissant les lieux ou travaux ayant marqué l'histoire américaine de la chimie, le 1er octobre 2014, à l'université du Nebraska-Lincoln,.

## Biographie

### Les premières années
Rachel Abbie Lloyd (née Holloway) est née à Flushing, Ohio dans une grande famille d'agriculteurs Quaker. Ses deux parents étaient enseignants jusqu'à ce que son père devienne maître de poste à Smyrna, Ohio. Elle a vécu plusieurs drâmes à un jeune âge; ses trois frères et sœurs sont morts en bas âge, sa mère est décédée lorsqu'elle avait cinq ans et son père est décédé lorsqu'elle avait 12 ans. À l'âge de 13 ans, Holloway a commencé à fréquenter l'école Quaker à Flushing et a poursuivi ses études à la Westtown School de West Chester, Pennsylvanie . Sa dernière année de scolarité s'est terminée à la Miss Margaret Robinson's School for Young Ladies, où elle a également commencé à enseigner. Pendant son séjour à l'école Robinson, elle a rencontré Franklin Lloyd, chimiste chez Powers and Weightman. Le 11 mai 1859, alors qu'elle avait 20 ans, Rachel et Franklin se sont mariés. Franklin tenait un laboratoire de chimie à leur domicile, d'où l'intérêt de Rachel pour le domaine est né. Le couple a eu deux enfants: Fannie Lloyd (1860–1860) et William C. Lloyd (1865–1865), tous deux décédés en bas âge, Fannie d'une «maladie du cerveau» et William de la jaunisse. Franklin meurt également en 1865, peu de temps après la mort de William. Après la mort de son mari, Lloyd se retrouva avec une somme d'argent substantielle et l'utilisa pour voyager en Europe de 1867 à 1872, cherchant une aide médicale pour les rhumatismes et la névralgie. Cependant, des difficultés financières l'ont forcée à retourner aux États-Unis pour chercher du travail.

### Études
À l'été 1876, Lloyd a commencé à suivre des cours de botanique et de chimie à la Harvard Summer School, où elle a fait des recherches avec Charles F. Mabery, puis a poursuivi ses recherches pendant les huit années suivantes, rédigeant trois articles scientifiques publiés entre les années 1881-1884. C'est au cours de ces années que Lloyd rencontra Rachel Bodley, sa future collègue de l'American Chemical Society, et en 1880, Hudson Henry Nicholson, son futur collègue à l'université du Nebraska. Pendant ce temps, Lloyd a continué d'enseigner. En 1883, elle rejoint la Louisville School of Pharmacy for Women dans le Kentucky, fondée par Joseph P. Barnum la même année.
En 1884, Lloyd décide d'étudier à l'Université de Zurich, qui était à l'époque la seule institution où les femmes étaient autorisées à préparer un doctorat en chimie. Lloyd a obtenu son doctorat en 1886, à l'âge de 48 ans, faisant d'elle la première Américaine à recevoir un doctorat européen. Sa thèse portait sur la conversion des phénols en amines aromatiques sous la direction du professeur August Viktor Merz. Pendant ce temps, elle s'est également intéressée à l'industrie émergente de la betterave sucrière.

### Enseignement
Lloyd a commencé à enseigner immédiatement après avoir terminé ses études à la Miss Margaret Robinson's School for Young Ladies. Elle a ensuite enseigné la chimie au Chestnut Street Female Seminary à partir de 1873, après ses voyages en Europe. Pendant ses études, Lloyd a encore occupé plusieurs postes dans d'autres établissements d'enseignement. En 1880, Lloyd devient directrice de la Foster School for Girls à Clifton Springs, New York. Par la suite, elle a été professeur de chimie au Hampton College for Women et à la Louisville School of Pharmacy for Women. Lloyd a travaillé pendant une courte durée à la Normal School of Science et à la Royal School of Mines de Londres avant d'obtenir son poste le plus notable en 1887 à l'université du Nebraska. En 1894, Lloyd était professeur de sciences à la Hillside Home School à Spring Green, Wisconsin.

### Université du Nebraska
En 1887, l'université du Nebraska a offert à Lloyd un poste de maître de conférences en chimie analytique dans le nouveau département de chimie, présidé par Hudson Henry Nicholson. Lloyd a encouragé les jeunes hommes et les jeunes femmes à s'inscrire à l'université et pendant son mandat d'enseignante, la section locale du Nebraska de l'American Chemical Society comptait plus de femmes que toute autre section. Entre 1888 et 1915, 10 des 46 étudiants en chimie étaient des femmes.
À la suite de l'adoption du Hatch Act de 1887, l'université du Nebraska a reçu une subvention de 15 000 $ pour créer la station d'expérimentation agricole du Nebraska.[réf. nécessaire] L'impact scientifique de Lloyd provient principalement de ses études pionnières sur les sucres dans les betteraves sucrières, en utilisant des techniques analytiques telles que l'hydromètre. Les études de Lloyd ont porté sur des parcelles d'essai de betteraves à sucre dans diverses régions du Nebraska. Ses rapports scientifiques sur la production de sucre dans les betteraves sucrières ont été publiés pour la première fois en 1890, aidant à établir la viabilité économique de la culture de la betterave à sucre dans la dernière partie du 19e siècle, essentielle pour les agriculteurs du Nebraska. Après les travaux de Lloyd, la production de sucre au Nebraska est passée d'environ 300 tonnes à près de 3800 tonnes en seulement 5 ans. Les résultats des travaux de Lloyd et Nicholson ont conduit les investisseurs à ouvrir la troisième raffinerie de sucre aux États-Unis dans le Nebraska. C'était aussi la première raffinerie du Midwest.
Lloyd est devenue professeur titulaire en 1888, un an seulement après son arrivée, et a été promue à la tête du département de chimie en 1892 pendant que Nicholson était en Europe. Cependant, lors d'un voyage pendant l'été, elle a souffert d'une paralysie partielle, dont elle ne s'est jamais totalement remise. Elle a continué à enseigner jusqu'en 1894, date à laquelle elle a démissionné en raison de problèmes de santé. Après sa mort, le président de l'université par intérim Charles E. Bessey a déclaré lors d'une conférence commémorative à l'université du Nebraska : « Elle n'était pas seulement une chimiste éminente, elle était une grande enseignante, et plus que cela, elle était la directrice de thèse et conseillère adorée des étudiants ». Ceci est en outre soutenu par son implication dans le Camera Club et le Scientific Club, à travers lesquels elle s'est rapprochée des étudiants.

### Dernières années
Elle a vécu dans la région de Philadelphie, en Pennsylvanie, pendant les sept dernières années de sa vie, pour être se rapprocher de ses amis et de sa famille. Lloyd est décédée le 7 mars 1900 en raison d'une insuffisance cardiaque et a été enterrée avec son mari et ses enfants au cimetière Laurel Hill de Philadelphie.

## Capsule temporelle de l'université du Nebraska
En mai 2014, une capsule temporelle a été ouverte à l'université du Nebraska Lincoln. La capsule provenait de la pierre d'angle du bâtiment qui abritait auparavant le département de chimie et y avait été enfouie en 1916. La capsule avait initialement été oubliée mais a été découverte lorsque quelqu'un cherchant des informations sur Rachel Lloyd a découvert un article de journal sur l'enfouissement de la capsule qui l'avait mentionnée. La capsule contenait des journaux de l'époque de son enfouissement, des informations sur ce qui se passait à l'école à l'époque, des photos de membres du département de chimie et d'autres articles liés au département de chimie tel qu'il était en 1916. Parmi ces photos, l'une, d'excellente qualité, représente Lloyd, elle est aujourd'hui souvent utilisée pour illustrer des articles sur sa vie et son travail. L'élément le plus important de la capsule était sans doute une biographie de Lloyd, intitulée In Memoriam: Rachel Lloyd, Ph.D. Le livre a été écrit par son beau-frère, Clement Lloyd, et contenait des informations sur sa vie qui n'étaient pas connues jusqu'alors.

## Sociétés savantes et associations
Tout au long de la carrière professionnelle de Lloyd, elle a été membre de nombreux clubs, associations et sociétés savantes. Ses adhésions les plus notables étaient à l' American Association for the Advancement of Science, à l' Association for the Advancement of Women et à l' American Chemical Society. Lloyd était également membre des associations ou organisations suivantes : la German Chemical Society, l'English Chemical Society, la Hayden Art Gallery, le Browning Club, la Nebraska Academy of Sciences et la National American Woman Suffrage Association.